# Labatut, Ariège
Labatut är en kommun i departementet Ariège i regionen Occitanien i södra Frankrike. Kommunen ligger  i kantonen Saverdun som ligger i arrondissementet Pamiers. År 2022 hade Labatut 177 invånare.

## Befolkningsutveckling
Antalet invånare i kommunen Labatut
Referens: INSEE